# Tatra 613
De Tatra 613 is een topklasse auto met luchtgekoelde heckmotor, die tussen 1974 en 1996 werd geproduceerd door de Tsjechoslowaakse fabrikant Tatra ter vervanging van de Tatra 603.

## Geschiedenis
De productie van de nulserie van de Tatra 613 begon in 1973 in de nevenfabriek in Příbor (sinds 1951 behorend bij Tatra).
De T613 leek eigenlijk in niets op zijn voorganger en had een volledig nieuwe, strakke carrosserie van de Italiaanse carrosseriebouwer Vignale. Hij had het uiterlijk van een moderne westerse wagen en doordat de motor zich recht boven de achteras bevond, was de wegligging aanzienlijk beter dan voorheen. Gebleven was de luchtgekoelde 3,5 liter V8-motor met 166 pk. Latere versies met injectiemotor haalden 198 pk en een topsnelheid van 230 km/u. Met een automatische versnellingsbak, airconditioning, cruisecontrol en een zakelijker uiterlijk (verlengde wielbasis, rechthoekige H4-koplampen) werd in 1982 de 613 S (Special) voorgesteld. Twee jaar later werden opnieuw wijzigingen aan de carrosserie en het interieur doorgevoerd (613-3). Het ontwerp werd daarna nog enkele keren bijgewerkt tot de 613 in 1996 werd vervangen door de Tatra 700, in feite een herziene versie van de 613-5.
Er werden enkele exemplaren van de T613 als vierdeurs cabriolet gebouwd, een tweedeurs coupé kwam nooit verder dan het prototypestadium. Ook alleen maar hardop nagedacht werd er over een nieuw te ontwikkelen zescilinder motor.
Veel exemplaren werden er van de Tatra 613 niet gemaakt, de productie schommelde rond de 400 stuks per jaar. Vrachtauto's speelden een veel belangrijkere rol bij Tatra. De Tatra 613 werd meestal gebruikt door overheidsfunctionarissen, leidinggevenden in de industrie en werden in beperkte aantallen ook gebruikt als politieauto's en als snelle brandweer- en reddingsvoertuigen tijdens motorsportevenementen.

### In Nederland
De firma Englebert was tot 1981 de Nederlandse importeur van Tatra. Dat was puur een formaliteit want Tatra exporteerde al jaren geen personenauto's meer naar kapitalistische landen.
Als laatste Tatra-activiteit van Englebert en de Tsjechoslowaakse staatshandelsorganisatie "Motokov" werd in februari 1975 een witte Tatra 613-1 als curiositeit en publiekstrekker op de Škoda-stand van Englebert op de AutoRAI getoond. Het persbericht vermeldde droog: “Er is geen prijs of levertijd voor Nederland bekend.” Het was dan ook meer de bedoeling het westen te laten zien waar een communistisch land toe in staat was, dan de auto in Nederland te verkopen. Na afloop van de AutoRAI stond de 613 nog enige tijd onder een kleed bij Englebert in Voorschoten voordat hij naar de volgende tentoonstelling werd gereden.

## Versies
- 1975-1980 Tatra 613 - 4.581 exemplaren
- 1980-1984 Tatra 613-2 (gewijzigde onderdelen, brandstofverbruik) - 1045 exemplaren
- 1985-1991 Tatra 613-3 (eerste facelift door V. Výborný) - 903 exemplaren
- 1991-1993 Tatra 613 RTP en RZP (ambulance)
- 1991-1996 Tatra 613-4 en Tatra 613-4 Long (tweede facelift, eerste injectieversie) - 191 exemplaren
- 1993-1994 Tatra 613-5 ('verwesterde' versie met injectiemotor, uitbesteed aan de ex-Jaguar ontwikkelingsingenieur Tim Bishop uit Engeland) - 4 prototypes
- 1993-1996 Tatra 613-4 Mi en Tatra 613-4 Mi Long (luxe versie) - 109 + enkele tientallen lange exemplaren
- 1995-1996 Tatra 613-4 Mi Long model 95 (derde facelift) - enkele tientallen exemplaren

## Fotogalerij

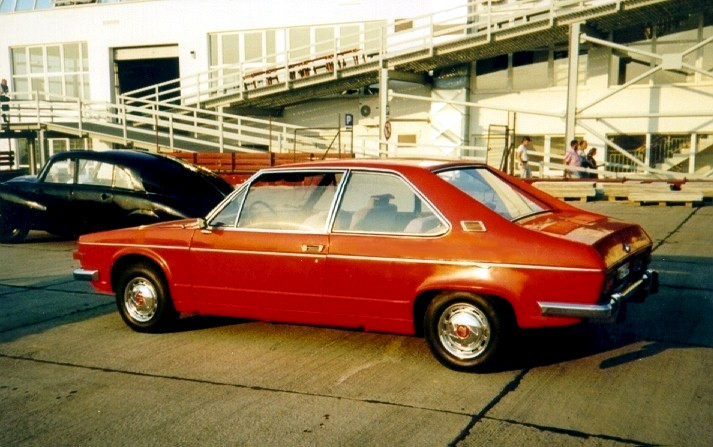
Tatra 613 Coupé (Vignale prototype 1969)
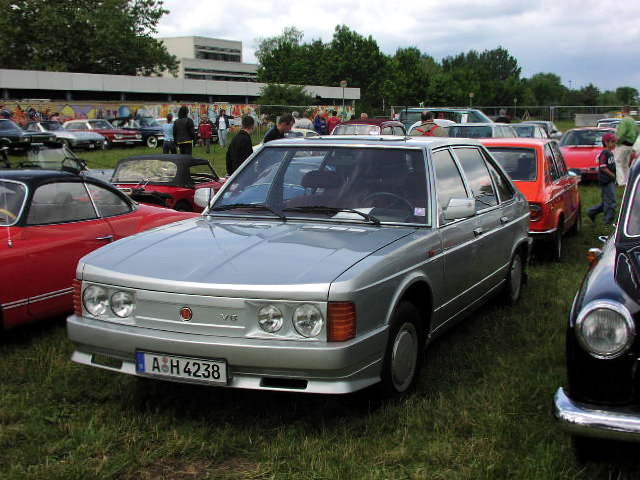
Tatra 613-3
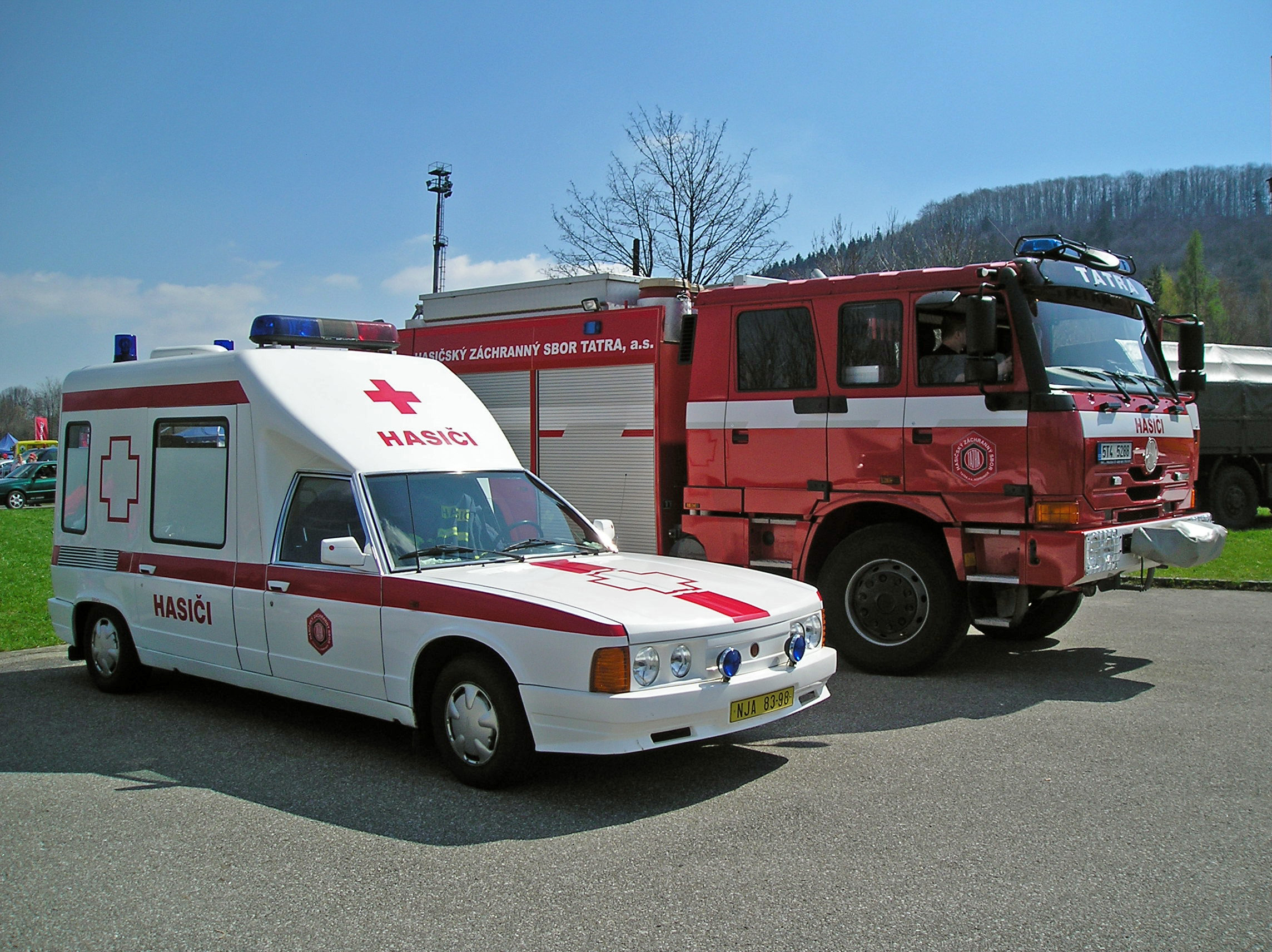
Tatra 613 RZP
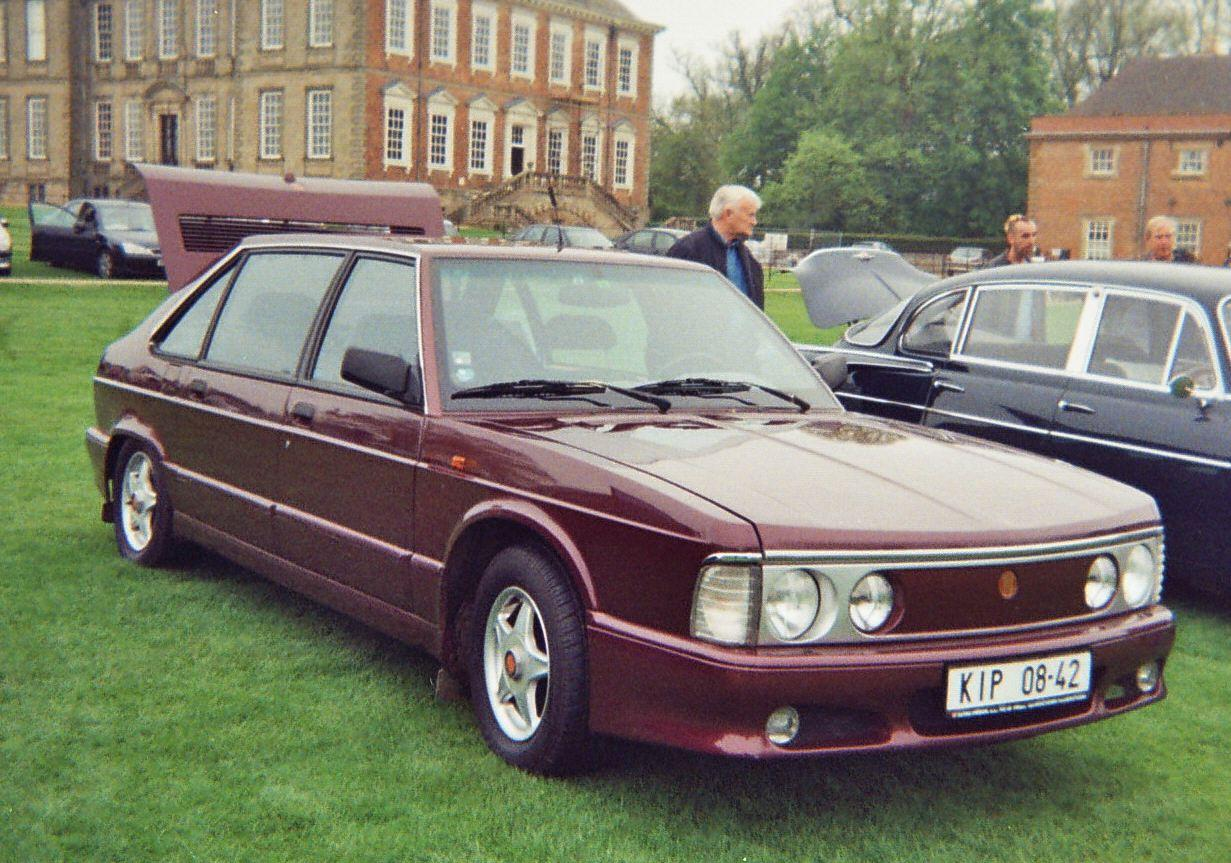
Tatra 613-4 Mi Long model 95
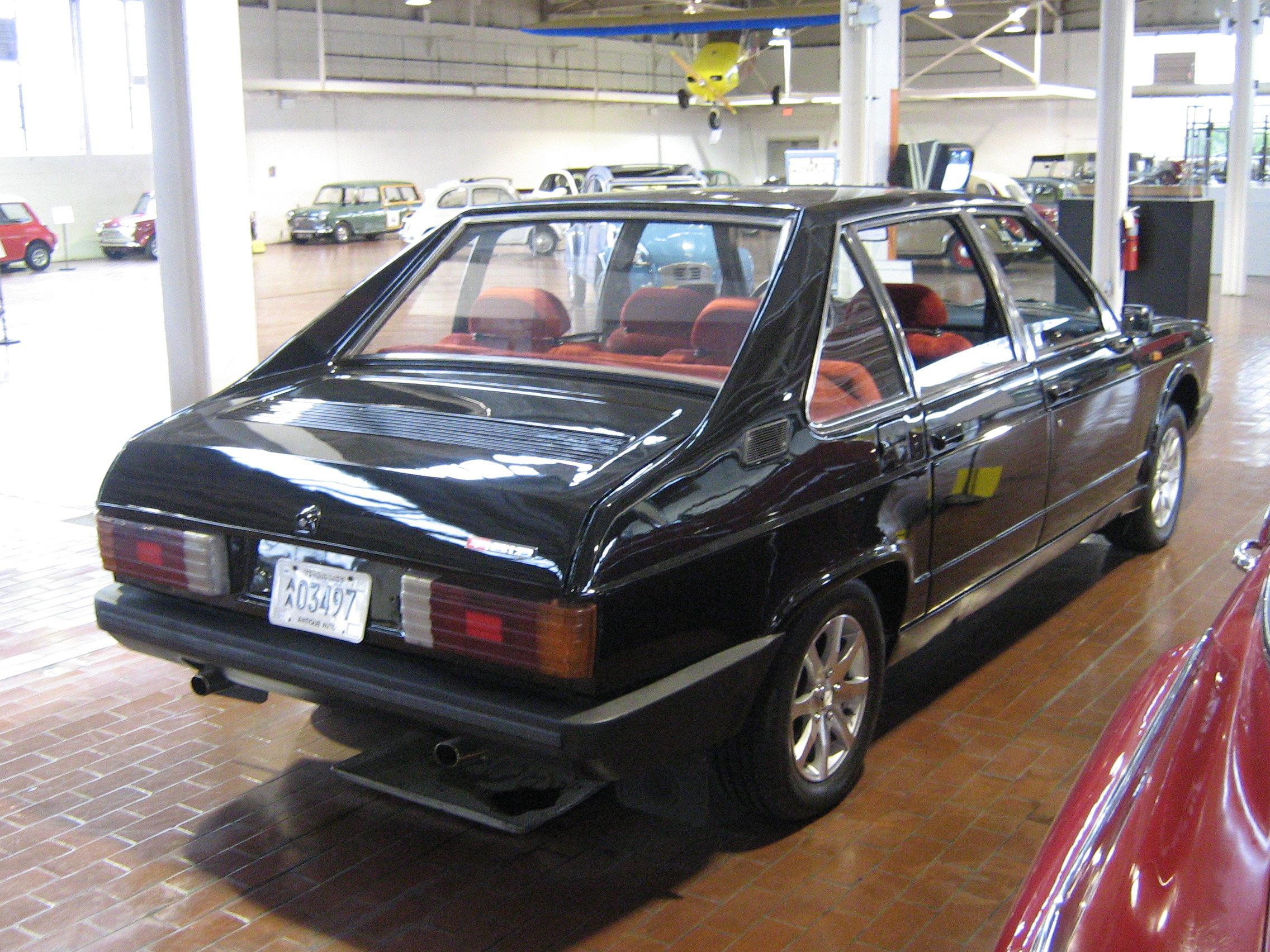
Tatra 613, achteraanzicht
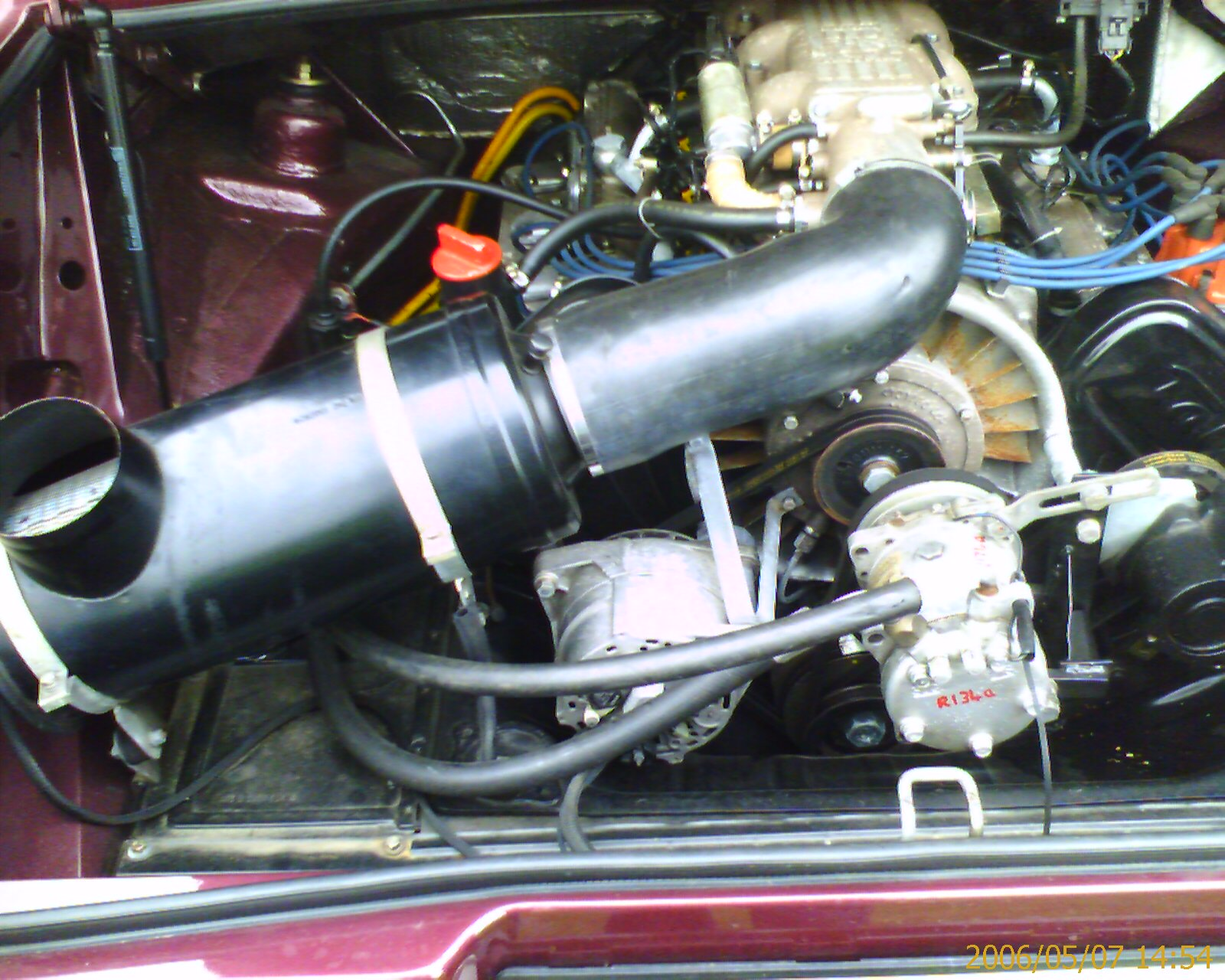
Latere V8 injectiemotor